# Aeroporto Internacional de Campo Grande
Campo Grande International Airport, soms ook wel genoemd Antônio João Airport, naar de wijk waarin hij gelegen is, is de luchthaven van Campo Grande, Brazilië. De luchthaven wordt uitgebaat door Infraero.
Sommige van de luchthavenfaciliteiten worden gedeeld met de Luchtmachtbasis Campo Grande van de Braziliaanse luchtmacht.

## Historie
De luchthaven werd officieel geopend in 1953, de passagiersterminal in 1964.
Sinds 1975 wordt de luchthaven uitgebaat door Infraero. In de jaren 80 werd de passagiersterminal uitgebreid van 1.500 m² naar 5.000 m² en in 1998 naar 6.082 m².

## Bereikbaarheid
De luchthaven bevindt zich op 7 kilometer van het centrum van Campo Grande.